# Edward Smith-Stanley, 14:e earl av Derby
Edward Geoffrey Smith-Stanley, 14:e earl av Derby, känd som Lord Stanley mellan 1834 och 1851, född 29 mars 1799 på släktgodset Knowsley i Lancashire, död 23 oktober 1869 på samma plats, var en brittisk politiker, premiärminister tre gånger och den hittills mest långvariga partiledaren för Konservativa partiet. Han var far till Edward Stanley, 15:e earl av Derby och Frederick Stanley, 16:e earl av Derby.

## Tidig politisk karriär
Edward Smith-Stanley tillhörde den adliga ätten Stanley och var under sin farfars livstid (till 1844) känd som Edward Smith-Stanley och därpå till faderns död 1851 som lord Stanley. Efter studier i Eton och Oxford blev han 1820 ledamot av underhuset, där han anslöt sig till whigpartiet och 1827 gav sitt stöd åt Canning när denne bildade sin moderata koalitionsregering, i vilken han ingick som understatssekreterare för kolonierna. Efter Cannings död bibehöll Stanley denna post i Goderichs regering, men återvände vid tillkomsten av Wellingtons regering (januari 1828) till whig-oppositionen och ingick, då whigpartiet november 1830 kom till makten, i Greys regering som förste sekreterare för Irland. 
Han hade nu vunnit allmänt erkännande som en bland underhusets mest lysande debattörer och tog framträdande del i kampen för genomdrivandet av den stora parlamentsreformen, vars vittgående innebörd han i likhet med Grey och andra ledande whigaristokrater torde ha underskattat. Som minister för Irland genomdrev han 1831 en skolreform. Han låg i ständig konflikt med O'Connell, och den undantagslag för att upprätthålla ordningen på Irland som han 1833 genomdrev var så sträng att den höll på att spräcka regeringen.

## Kabinettsminister
Stanley blev i mars 1833 kolonialminister (med säte i kabinettet) och lyckades samma år genomföra en lag om att avskaffa slaveriet inom brittiska riket mot ersättning åt slavägarna och rätt för dem att under en kort övergångstid disponera de forna slavarnas arbete som "lärlingar". Stanley var en konservativ whig, och i maj 1834 avgick han på grund av oenighet med kabinettskollegerna, särskilt lord John Russell, i frågan om att avskaffa den irländska statskyrkan. När whig-regeringen i december samma år nödgades avgå, avböjde Stanley sir Robert Peels anbud om en plats i dennes moderat-konservativa regering, vilken inte minst på grund av detta blev kortvarig.
Stanley torde ha ansett att en modernisering av torypartiet först krävdes innan hans vänner med fördel kunde ansluta sig till det. Alliansen fullbordades emellertid redan 1835, och i Peels andra ministär ingick han september 1841 som kolonialminister. Han upphöjdes 1844 till pär (som baron Stanley of Bickerstaffe) och blev därmed regeringens mest anlitade debattör i överhuset. Möjligen bidrog till förflyttningen en begynnande brytning mellan Stanley och Peel, som 1846 kom till utbrott i frågan om spannmålstullarnas upphävande. Stanley avgick och blev först den protektionistiska gruppens ledare och kort efter Peels avgång (juni 1846) därpå även ledare för det konservativa partiet.

## Premiärminister
Då den liberala ministären Russell avgick i februari 1852, blev Stanley (som 1851 fått titeln lord Derby) premiärminister, men lyckades varken få majoritet vid valen eller vinna stöd hos den lilla grupp peeliter, som utgjorde tungan på vågen i det nyvalda underhuset. Han störtades därför i december samma år och förmådde, sedan Aberdeens koalitionsregering januari 1855 fallit på grund av missnöjet med krigföringen under Krimkriget, inte vinna det stöd av peeliterna och Palmerstons moderata whiggrupp, som behövdes för att bilda en regeringsduglig moderat ministär. 
I februari 1858 blev han efter Palmerstons fall åter premiärminister i en rent konservativ regering och genomförde med denna nyordningen av Indiens styrelse efter sepoysupproret, men avgick i juni 1859, sedan regeringens trevande försök till parlamentsreform visat sig inte kunna vinna underhusets eller väljarnas stöd efter parlamentsupplösningen. Mot Palmerston, som nu åter kom till styret, iakttog Derby en försonlig hållning och påverkade starkt dennes politik i moderat riktning. Hans ingripande hade väsentlig andel i regeringens beslut 1864 att inte intervenera i den danska frågan. 
Efter regeringen Russells fall juli 1866 blev Derby för tredje gången premiärminister med Disraeli som sin närmaste medhjälpare och underhusets ledare. När han insåg att en ny parlamentsreform inte längre kunde undvikas förmådde han augusti 1867 överhuset att ge sitt samtycke till den reformbill, som utvidgade rösträtten avsevärt och som underhuset antagit under Disraelis ledning. Hans yttrande under debatten att beslutet var "ett språng ut i mörkret" har blivit historiskt. Derby hade länge plågats av gikt, och han avgick i februari 1869 av hälsoskäl från premiärministerposten, som då övertogs av Disraeli.